# Нейротоксичность
Нейротоксичность — свойство химических веществ, действуя на организм немеханическим путем, оказать неблагоприятное влияние на структуру или функцию центральной и / или периферической нервной системы. В основе развивающегося токсического процесса может лежать повреждение любого структурного элемента нервной системы путём модификации пластического, энергетического обменов, нарушения генерации, проведения нервного импульса по возбудимым мембранам, передачи сигнала в синапсах. Нейротоксичность может быть проявлением прямого, и опосредованного повреждением других органов и систем, действия токсикантов на нервную систему. Нейротоксичность присуща большинству известных веществ. Поэтому практически любая острая интоксикация в той или иной степени сопровождается нарушениями функций нервной системы.
Вещества, для которых порог чувствительности собственно нервной системы (отдельных её гистологических и анатомических образований) существенно ниже, чем других органов и систем, и в основе интоксикации которыми лежат нарушения моторных, сенсорных функции нервной системы, памяти, мышления, эмоций, поведения, условно относят к нейротоксикантам, даже если не известны механизмы их токсического действия. Например, интоксикация свинцом у детей приводит к замедлению умственного развития, ухудшает способности к обучению. Механизм этого феномена неизвестен, но принято считать, что нейротоксичность — свойство свинца. Изучение особенностей действия отдельных нейротоксикантов позволяет понять механизмы феномена нейротоксичности в целом.

## Проявления нейротоксических процессов
Нейротоксический процесс проявляется в форме нарушений моторных, сенсорных функций, эмоционального статуса, интегративных функций мозга, таких как память, обучение. Часто нарушается зрение, слух, тактильная и болевая чувствительность и так далее. Сенсомоторные нарушения приводят к появлению мышечной слабости, парезов и параличей. Повреждение механизмов регуляции функций жизненно важных органов и систем (дыхательной, сердечно-сосудистой) порой заканчивается гибелью отравленных. В ряде случаев, основными проявлениями токсического процесса могут стать изменение поведения пострадавших или экспериментальных животных.